# The Swan Princess
The Swan Princess (bra: A Princesa Encantada) é um filme de animação estadunidense de 1994, do gênero comédia romântico-musical, dirigido por Richard Rich, com roteiro de Brian Nissen. É baseado no balé O Lago dos Cisnes do compositor russo Piotr Ilitch Tchaikovski.
O filme conta com as vozes de Michelle Nicastro, Howard McGillin, Jack Palance, John Cleese, Steven Wright, Sandy Duncan e Steve Vinovich. Foi produzido nos estúdios da Nest Entertainment e da Rich Animation Studios para ser distribuído pela New Line Cinema nos Estados Unidos e pela Columbia-TriStar International no resto do mundo (com a Sony Pictures obtendo os direitos para lançamento em mídia doméstica depois de um acordo com a Nest).
Foi lançado nos cinemas estadunidenses em 18 de novembro de 1994, recendo resenhas mistas dos críticos de cinema e acumulando uma receita bruta interna de um pouco mais de 9 milhões de dólares contra um orçamento de 21 milhões, tornando-se um grande fracasso comercial, em parte devido à competição com o relançamento de O Rei Leão (também de 1994). Anos mais tarde, The Swan Princess se popularizou com lançamentos em home video e, desde então, foi seguido por oito sequências lançadas diretamente em vídeo, sendo este o único filme de toda a franquia a ter um amplo lançamento nos cinemas.
A música-tema do filme "Far Longer than Forever", interpretada por Regina Belle e Jeffrey Osborne, foi indicada ao Globo de Ouro em 1995 na categoria de Melhor Canção Original.[carece de fontes?]

## Enredo
O chanceler do Rei William, Sir Rothbart, planeja assumir o reino de William, dominando um tipo de magia negra proibida. Antes que ele possa atacar, Rothbart é preso. Apesar dos pedidos de sua morte, o Rei William poupa a vida de Rothbart e o bane de seu reino para sempre; Rothbart, extremamente furioso, jura vingança contra William e diz a ele que um dia recuperará seu poder e levará tudo o que William possui e ama enquanto ele é banido para o maligno e perigoso Lago dos Cisnes, de onde ele faz seu novo lar. O Rei William e sua amiga de outro reino não muito distante, a Rainha Uberta, fazem seus filhos, Odette e Derek, se encontrarem todos os verões esperando que eles se apaixonem e se casem, fazendo assim a desejada união de seus dois reinos. Quando se encontram pela primeira vez, as crianças da realeza sentem uma aversão imediata uma pela outra, mas, com o passar dos anos, de alguma forma se aproximam e gradualmente se apaixonam.[carece de fontes?]
No entanto, Derek só expressa amor pela beleza de Odette e ela e seu pai saem decepcionados. Em sua jornada para casa, eles são emboscados por Rothbart, que agora é um feiticeiro e se transforma em um "Grande Animal" com seus novos poderes, sequestrando Odette e ferindo fatalmente William; Derek chega no local do ataque e William, antes de morrer, conta a ele sobre o Grande Animal, que "não é o que parece", e que sua filha Odette se foi. Após Derek procurar e não encontrar qualquer sinal de vida de Odette, o reino inteiro presume que ela está morta. Uberta incentiva seu filho a encontrar outra princesa, mas Derek está determinado a encontrar Odette, acreditando que a princesa ainda está viva. Derek e seu melhor amigo Bromley treinam caça todos os dias em preparação para enfrentar o Grande Animal, com a ajuda de Uberta e seu valet Lord Rogers.[carece de fontes?]
Em seu castelo, Rothbart mantém Odette presa no Lago dos Cisnes. Ele lança um feitiço poderoso sobre ela que transforma Odette em um cisne durante o dia e, à noite, a transforma em humana temporariamente, desde que esteja no lago quando a luz da lua tocar a água. Toda noite, Rothbart pede a Odette que se case com ele para que ele possa governar o reino de William legalmente, mas ela se recusa, então a luz da lua sai do lago e ela volta a se transformar em um cisne. Em cativeiro, Odette faz amizade com uma tartaruga chamada Speed, um sapo francês chamado JeanBob, que afirma ser um príncipe humano enfeitiçado, e um papagaio-do-mar irlandês chamado Tenente Puffin.[carece de fontes?]
Puffin e Odette, em sua forma de cisne, voam juntos para encontrar Derek. Os dois encontram Derek por acaso na floresta enquanto ele procura o Grande Animal. Derek confunde Odette com o Grande Animal (tendo deduzido que a criatura é um metamorfo) e tenta matá-la. A perseguição que se segue leva Derek ao Lago dos Cisnes, onde ele testemunha a mudança de Odette de cisne para humana quando a lua nasce; os dois compartilham uma reunião amorosa e Odette diz a Derek que, para quebrar o feitiço, ele deve fazer um voto de amor eterno e "provar isso ao mundo". Derek convida Odette para o baile em seu castelo na noite seguinte na esperança de declarar ao mundo seu amor por ela. Derek, então, vai embora do lago assim que Rothbart chega e não percebe que o feiticeiro tinha ouvido toda a conversa entre ele e a princesa. Rothbart diz a Odette que ela nunca chegará ao baile, pois "não haverá lua" naquela noite. Além disso, Rothbart transforma sua desengonçada comparsa bruxa idosa, Bridget, para a forma de Odette, na esperança de enganar Derek para fazer seu voto à mulher errada, o que fará matar a verdadeira Odette.[carece de fontes?]
Na noite do baile, Rothbart aprisiona Odette, em forma de cisne, na masmorra de seu castelo, junto com Bromley, que ele havia encontrado na floresta na outra noite. Bridget, na forma de Odette humana, chega ao baile onde dança com Derek, que não tem nenhum conhecimento de sua verdadeira identidade. No Lago dos Cisnes, Puffin, Speed e JeanBob conseguem libertar Odette da masmorra através de um duelo com dois jacarés famintos que cercam o lago do castelo; Odette voa para o castelo de Derek, mas é tarde demais: Derek faz o voto para a garota errada e Rothbart surge, revelando a Derek a verdadeira forma da mulher que ele acabara de jurar amor. Percebendo seu erro, Derek corre atrás de Odette de volta ao Lago dos Cisnes, onde ela finalmente se transforma em sua forma humana; enquanto Derek segura a fraca Odette nos braços, ela diz que o ama antes de sucumbir. O príncipe, furioso, confronta Rothbart, exigindo que ele desfaça o feitiço; Rothbart se transforma no Grande Animal e uma batalha começa com Rothbart dominando Derek. Os amigos animais de Odette devolvem o arco de Derek para ele e Bromley, que também escapou da masmorra, joga para Derek sua única flecha; Derek a pega e a atira com seu arco no coração do Grande Animal, matando Rothbart.[carece de fontes?]
Derek, entristecido pela iminente morte da princesa, confessa seu amor a Odette, o que faz ela reviver e quebrando finalmente o feitiço. Derek e Odette se casam e eles, junto com Rogers, Uberta, os servos do Rei William, Bromley e os animais se mudam para o antigo castelo de Rothbart. Enquanto isso, Bridget se redime e se apaixona pelo lacaio de Uberta Sir Chamberlain, Puffin se torna o general de um exército de cisnes, Odette beija Jean-Bob, que entra em convulsões mas não se transforma em príncipe, e Odette e Derek vivem felizes para sempre.[carece de fontes?]

## Elenco
- Michelle Nicastro como Princesa Odette
  - Liz Callaway forneceu a voz de Odette durante as canções
  - Adrian Zahiri forneceu a voz de Odette quando jovem
- Howard McGillin como Príncipe Derek
  - Adam Wylie forneceu a voz de Derek quando jovem
- Jack Palance como Sir Rothbart
  - Lex de Azevedo forneceu a voz de Rothbart durante as canções
- Sandy Duncan como Rainha Uberta
- James Arrington como Sir Chamberlain
  - Davis Gaines forneceu a voz de Chamberlain durante as canções
- John Cleese como Jean-Bob
  - David Zippel forneceu a voz de Jean-Bob durante as canções
- Steven Wright como Speed (Veloz na dublagem brasileira)
  - Jonathan Hadary forneceu a voz de Speed durante as canções
- Steve Vinovich como Tenente Puffin
- Dakin Matthews como Rei William
- Mark Harelik como Lord Rogers
- Joel McKinnon Miller como Bromley
- Bess Hopper como Bridget
- Brian Nissen como o Narrador

## Antecedentes e produção
Tendo dirigido anteriormente The Fox and the Hound (1981) e The Black Cauldron (1985) nos estúdios da Walt Disney em Burbank, Califórnia, Richard Rich estava programado para co-dirigir Oliver & Company (1988) até ser demitido pelo então presidente da empresa Peter Schneider. Após a sua saída da Disney, Richard posteriormente formou seu próprio estúdio, a Rich Animation Studios, com cerca de vinte e seis pessoas, no qual a maioria de seus principais funcionários veio da própria Disney, incluindo o ex-chefe de marketing da empresa, Matt Mazer. Posteriormente, Jared F. Brown, da Living Scriptures, Inc. convenceu Rich a produzir vídeos animados de meia hora com base nas leituras de cassetes em áudio do Livro de Mórmon.
Inspirado no sucesso dos filmes de animação de Don Bluth, bem como na Era Renascentista da Disney no início dos anos 90, Rich decidiu adaptar a versão alemã do conto popular O Lago dos Cisnes. Durante a produção, o roteiro passou por doze rascunhos ao longo de dois anos; mais tarde, Rich tentou vender seu roteiro para vários estúdios de Hollywood, sem sucesso. Posteriormente, Brown teve a ideia de fundir a Rich Animation Studios, a Family Entertainment Network e a Cassette Duplicators Inc., uma empresa especializada em operações de duplicação de cassetes em West Valley City, Utah, em uma holding de produção chamada Nest Entertainment.
O filme foi criado à mão pintando cels, uma técnica tediosa que levou Rich e sua equipe a levar mais de quatro anos para concluir o filme final. A maior parte da pintura foi feita nos estúdios da Hanho Heung-Up, em Seul, na Coreia do Sul; no total, duzentos e setenta e cinco animadores e artistas trabalharam durante a produção do filme.

## Música
David Zippel foi abordado por Richard Rich para compor músicas para The Swan Princess, enquanto a trilha foi composta por Lex de Azevedo.
A música-tema "Far Longer than Forever" foi escrita por letristas de Azevedo e Zippel. No filme de animação de 1994, a música foi interpretada pelos vocalistas Liz Callaway (como a voz da princesa Odette durante as cenas cantadas) e Howard McGillin (como a voz do Príncipe Derek nas cenas cantadas); nos créditos finais, uma versão pop/R&B da música foi cantada pelos artistas Regina Belle e Jeffrey Osborne. Michelle Nicastro canta um remake da música na sequência de 1997, Escape From Castle Mountain.
O The New York Times escreveu que "a melodia de 'Far Longer Than Forever' ecoa as cinco primeiras notas de Beauty and the Beast". O Animated Movie Guide observou que a música tinha um tema de fé. O single comercial "Far Longer Than Forever" foi lançado em conjunto pela Sony Wonder e Sony 550 Music. O Star-News considerou a música "insistente", observando que o público pode "rapidamente se encher" da música.
"Far Longer than Forever" foi indicado ao Globo de Ouro em 1995 na categoria de Melhor Canção Original, mas perdeu para "Can You Feel the Love Tonight" de Elton John (do filme O Rei Leão).

## Lançamento
Quando The Swan Princess estava prestes a ser concluído, a New Line Cinema comprou os direitos de distribuição do filme nos Estados Unidos, enquanto a Sony Pictures obteve os direitos de distribuição no exterior sob o selo da Columbia-TriStar International.

### Mídia doméstica
A Pillsbury Company fez parceria com a Turner Home Entertainment para uma campanha de marketing para promover o lançamento em mídia doméstica do filme.

A Turner Home Entertainment lançou The Swan Princess em VHS e Laserdisc em sua coleção "Turner Family Showcase" em 3 de agosto de 1995 e vendeu mais de 2,5 milhões de unidades.
Uma versão em Blu-ray do filme foi lançada em 29 de outubro de 2019, juntamente com um exclusivo digital em 4K, numa edição especial de seu vigésimo quinto aniversário.

## Recepção

### Bilheteria
The Swan Princess recebeu um lançamento teatral nos cinemas dos Estados Unidos em 18 de novembro de 1994, faturando apenas US$ 2,4 milhões no seu fim de semana de estreia. Quando saiu de cartaz em seu país de origem, a animação havia acumulado um total doméstico bruto de US$ 9,7 milhões contra um orçamento de US$ 21 milhões, tornando-se uma enorme bomba de bilheteria, devido principalmente à competição com outros filmes lançados na mesma época como Stargate, Pulp Fiction e um relançamento de O Rei Leão.
O relançamento de O Rei Leão pela Disney, no momento em que The Swan Princess estava sendo lançado, foi visto como "sabotagem" pela revista Variety.

### Resposta crítica
Roger Ebert, do jornal Chicago Sun-Times, deu ao filme três das quatro estrelas, dizendo: "Apesar dos recursos relativamente limitados à sua disposição, Richard Rich mostra que ele entende o recente renascimento animado da Disney e pode criar a mesma mágica. Não está na mesma liga que os quatro filmes grandes da Disney [em referências aos filmes A Pequena Sereia, Beauty and the Beast, Aladdin e O Rei Leão] e não tem o mesmo apelo para adultos, mas como entretenimento familiar é brilhante e alegre, e tem seus momentos".
Brian Lowry, da Variety, disse que o filme é "tecnicamente impressionante, mas bastante plano e lânguido". James Berardinelli, da ReelViews, deu ao filme 2,5 estrelas de 4 escrevendo que "grande parte de The Swan Princess é banal e sem inspiração", embora tenha acrescentado que "apesar disso, apesar de seus problemas, The Swan Princess é uma das melhores animações não-Disney até então". Gene Siskel, do Chicago Tribune deu ao filme duas de quatro estrelas em sua resenha dizendo que o filme é um "conto desenhado casualmente por um príncipe e princesa chatos atormentados por um feiticeiro sem graça. As músicas são fracas e nenhuma relação é desenvolvida entre os diretores".
No agregador de críticas Rotten Tomatoes, The Swan Princess tem uma taxa de aprovação de 50%, com base em doze avaliações, com uma pontuação média de 5.4/10.

## Prêmios e indicações
| Prêmio            | Categoria              | Recipiente                                               | Resultado |
| ----------------- | ---------------------- | -------------------------------------------------------- | --------- |
| Golden Globe 1995 | Melhor canção original | Lex de Azevedo, David Zippel ("Far Longer than Forever") | Indicado  |